# Сентер-Пойнт (Айова)
Сентер-Пойнт (англ. Center Point) — місто (англ. city) в США, в окрузі Лінн штату Айова. Населення — 2579 осіб (2020).

## Географія
Сентер-Пойнт розташований за координатами 42°11′3″ пн. ш. 91°46′46″ зх. д. / 42.18417° пн. ш. 91.77944° зх. д. (42.184300, -91.779436).  За даними Бюро перепису населення США в 2010 році місто мало площу 6,72 км², уся площа — суходіл.

## Демографія
Згідно з переписом 2010 року, у місті мешкала 2421 особа в 887 домогосподарствах у складі 665 родин. Густота населення становила 360 осіб/км².  Було 942 помешкання (140/км²).
Расовий склад населення:
| - 97,1 % — білих - 0,9 % — чорних або афроамериканців - 0,4 % — корінних американців - 0,3 % — азіатів |

До двох чи більше рас належало 1,0 %. Частка іспаномовних становила 0,4 % від усіх жителів.
За віковим діапазоном населення розподілялося таким чином: 31,8 % — особи молодші 18 років, 59,1 % — особи у віці 18—64 років, 9,1 % — особи у віці 65 років та старші. Медіана віку мешканця становила 34,7 року. На 100 осіб жіночої статі у місті припадало 99,8 чоловіків;  на 100 жінок у віці від 18 років та старших — 98,3 чоловіків також старших 18 років.
Середній дохід на одне домашнє господарство  становив 80 832 долари США (медіана — 79 545), а середній дохід на одну сім'ю — 95 192 долари (медіана — 86 367). Медіана доходів становила 51 795 доларів для чоловіків та 34 542 долари для жінок. За межею бідності перебувало 2,7 % осіб, у тому числі 0,7 % дітей у віці до 18 років та 4,3 % осіб у віці 65 років та старших.
Цивільне працевлаштоване населення становило 1421 осіб. Основні галузі зайнятості: виробництво — 18,9 %, освіта, охорона здоров'я та соціальна допомога — 18,6 %, роздрібна торгівля — 12,4 %, будівництво — 8,7 %.